# Білак Степан Михайлович
Степан Михайлович Білак (22 січня 1935, Руські Комарівці — 26 або 27 жовтня 1989, Ужгород) — український радянський історик. Доктор історичних наук (1985), професор (1989).
Досліджував політичну історію Закарпаття міжвоєнного періоду, автор понад 50 наукових праць.
Також відомий як поет. Його вірші для дітей, а також уривки з поеми «Квітка за ґратами» друкувалися в обласних та республіканських газетах та журналах. Автор збірок віршів для дітей «Дві Маланки-рахівчанки» (Уж., 1961), «Верховинка» (К., 1967).

## Біографія
Народився 22 січня 1935 року в селі Руські Комарівці у селянській родині.
Від 1949 року — палітурник Закарпатської обласної друкарні.
У 1951—1952 роках навчався на відділенні української мови та літератури Ужгородського вчительського інституту.
У 1952—1953 роках — старший піонервожатий Часлівської школи-інтернату.
У 1953—1954 роках — комсорг Середнянської середньої школи.
У 1954—1956 роках — у лавах Радянської Армії.
У 1956—1957 роках — учитель Антонівської середньої школи.
У 1957—1965 роках — на комсомольській та партійній роботі.
1961 року закінчив філологічний факультет Дрогобицького педагогічного інституту ім. Івана Франка, у 1965—1967 роках був аспірантом Вищої партійної школи при ЦК КПУ.
У 1967—1969 роках — заступник редактора газети «Вогні комунізму».
Від 1969 року працював в Ужгородському університеті на посаді завідувача кабінету (1969—1971), старшого викладача (1971—1973), доцента (1973—1979 та 1981—1987), старшого наукового співробітника (1979—1981), професора (1987—1989) кафедри наукового комунізму.
1972 року захистив кандидатську дисертацію на тему «Комуністи Закарпаття в боротьбі проти профашистської ідеології і політики українських буржуазних націоналістів (1935—1939 рр.)», 1985 року — докторську на тему «Крах антинародної діяльності буржуазно-націоналістичних партій на Закарпатській Україні (1917—1945 рр.)».
Помер 26 або 27 жовтня 1989 року в Ужгороді.